# Rada sołecka
Rada sołecka – ciało doradcze (nie organ doradczy) działające przy sołtysie, które wspomaga jego działalność. Członkowie rady sołeckiej są wybierani przez stałych mieszkańców sołectwa na zebraniu wiejskim. Zakres działania rady sołeckiej określony jest w statucie sołectwa.

## Historia
W 1933 roku na mocy ustawy z dnia 23 marca 1933 roku zostały powołane Rady Gromadzkie jako organy uchwalające, w gromadach powyżej 200 mieszkańców. Rada Gromadzka była wybierana na 5-letnią kadencję, której członkami byli: sołtys jako przewodniczący, podsołtys i radni gromadzcy w liczbie od 12 do 30, w zależności od liczby mieszkańców.
W gromadach liczących poniżej 200 mieszkańców organem uchwalającym było zebranie gromadzkie. Samorząd gromadzki był uzupełnieniem samorządu gminnego.

## Kompetencje
Do kompetencji członków rady sołeckiej należy:
- zbieranie i rozpatrywanie wniosków mieszkańców w sprawach sołectwa,
- pomoc sołtysowi w prowadzeniu i załatwianiu spraw sołectwa,
- współdziałanie z organizacjami społecznymi w celu wspólnej realizacji zadań,
- opracowanie i przedkładanie zebraniu wiejskiemu projektów programów pracy samorządu,
- opracowanie i przedkładanie zebraniu wiejskiemu projektów uchwał w sprawach rozpatrywanych przez zebranie wiejskie,
- organizowanie uchwał zebrania wiejskiego i kontrolowanie ich realizacji,
- inicjowanie i prowadzenie na terenie sołectwa prac możliwych do wykonania małymi środkami finansowymi i przy współudziale mieszkańców sołectwa.